# ニコライ・シデルニコフ
ニコライ・ニコラエヴィチ・シデルニコフ（ロシア語: Никола́й Никола́евич Сиде́льников / Nikolai Nikolayevich Sidelnikov, 1930年6月5日 カリーニン – 1992年）は、旧ソ連のロシア人作曲家。

## 略歴
モスクワ音楽院でエフゲニー・イオシフォヴィチ・メスネルについて学び、1957年に卒業。翌1958年から同音楽院研究科でユーリ・シャポーリン、アラム・ハチャトリアンに師事。その後モスクワ音楽院の教員となり、1981年より教授に就任した。主要な門弟にヴャチェスラフ・アルチョーモフやエドゥアルド・アルテミエフ、ディミトリー・スミルノフ、ヴラジーミル・タルノポルスキー、ウラジーミル・マルティノフ、セルゲイ・パヴレンコ、イヴァン・ソコロフ、ヴラジーミル・ビトキンらがいる。

## 作曲作品について
主にオペラやバレエの作曲家として活動し、以下のような舞台作品を遺した。
- 《真っ赤なお花（Аленький Цветочек）》 （アクサコフ原作、1974年)
- 《マツムシソウ（Чертогон）》 （原作：ニコライ・レスコフの『酒浸り（Загул）』と『宿酔（Похмелье）』、1978年-1981年）
- 《駆けっこ（Бег）》 （ミハイル・ブルガコフ原作、1987年）
- 《ステパン・ラージン》

演奏会用の楽曲では、12人の奏者のための《ロシアのお伽噺（Русские сказки）》（1968年）が最も知られているが、その他にも6つの交響曲や、室内楽曲、カンタータ、合唱曲、歌曲を手懸けた。